# 富阳话
富陽話是吳語方言的一種，屬於吳語太湖片臨紹小片，自稱“富陽說話”（富陽話：Fuyan shioqwo）。今富陽區境內的方言十分複雜，除了江淮官話、平陽話等因爲外來移民形成的方言島外，本地的吳語方言：原新登縣境內基本通行新登話；從原杭縣劃入富陽的部分，包括銀湖街道交界嶺以北地區（原杭縣壽民鄉）、東洲街道東洲沙官路以東的民聯（原杭縣周安鄉浮沙、銅錢沙和東清鄉小沙）、紫銅二村，說的是苕溪小片的老杭縣話；而老富陽縣境內除了狹義的富陽方言外，漁山、大源和常綠部分地區的方言接近蕭山話，常綠大部分地區和大源史家村方言接近諸暨話，銀湖街道導嶺一帶因爲靠近餘杭，方言接近苕溪小片的老餘杭中泰鄉一帶的方言。本條目中未經說明，指的一般是狹義的“富陽方言”。
富陽方言存在較大的內部差異，通話程度因人而異，對富陽街上尤其是年輕人而言，富陽南部方言往往比較難懂。